# 中国仏教協会

初代会長の円瑛。

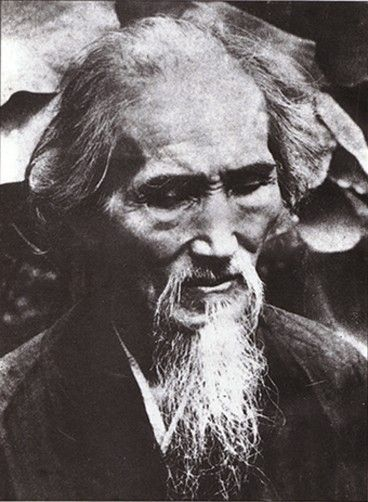
虚雲。

本煥。

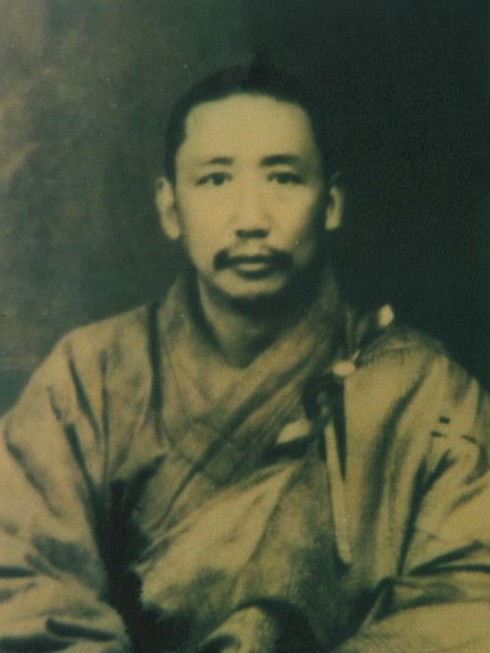
能海。

中国仏教協会（英語: Buddhist Association of China）は、中華人民共和国各民族の仏教徒連合の愛国団体と教務組織。会場は北京広済寺。 

## 歴代会長
1. 円瑛 第一期 1953年 - 1953年9月
2. 喜饒嘉措 第二・三期 1957年 - 文化大革命の時
3. 趙樸初 第四-六期 1980年 - 2000年5月（死去後、刀述仁代理を務めた）
4. 一誠 第七期 2002年 - 2010年
5. 伝印 第八期 2010年 - 2015年
6. 学誠 第九期 2015年 - 2018年
7. 演覚 第十期 2018年 - 現職

## 歴代領導人

### 第一期（1953年－1957年）
- 名誉会長：ダライ・ラマ14世、パンチェン・ラマ10世、虚雲、査幹葛根
- 会長：円瑛
- 副会長：喜饒嘉措、公徳林・晋美吉村、能海、趙樸初、噶喇蔵、祜巴、阿旺嘉措
- 秘書長：趙樸初（兼）
- 副秘書長：巨賛、周叔迦、郭朋[1]

### 第二期（1957年－1962年）
- 会長：喜饒嘉措
- 副会長：噶登賽持、應慈、静権、松榴・阿戛木尼亞（景洪）、能海、趙樸初
- 秘書長：趙樸初（兼）
- 副秘書長：巨賛（兼）、周叔迦（兼）、郭朋、義方、李一平[2]

### 第三期（1962年－1980年）
- 名誉会長：パンチェン・ラマ10世、應慈
- 会長：喜饒嘉措
- 副会長：阿旺嘉措、噶丹赤巴・土登貢嘎、趙樸初、能海、松留・阿嘎牟尼（景洪）、噶喇蔵、巨賛、周叔迦、悟古納、嘉木様・洛桑久美・図丹卻吉尼瑪
- 秘書長：趙樸初（兼）
- 副秘書長：巨賛、周叔迦、石鳴珂、明真、正果、逝波、隆蓮[3]

### 第四期（1980年－1987年）
- 名誉会長：パンチェン・ラマ10世
- 会長：趙樸初
- 副会長：帕巴拉・格列朗傑（蔵）、堅白赤列、嘉木様・洛桑久美・図丹卻吉尼瑪、夏茸尕布、巨賛、正果、明真、宮明・姜巴曲日木
- 秘書長：趙樸初（兼）
- 副秘書長：巨賛、正果、明真、隆蓮、逝波、李栄熙[4]

### 第五期（1987年－1993年）
- 名誉会長：パンチェン・ラマ10世
- 会長：趙樸初
- 副会長：帕巴拉・格列朗傑（蔵）、嘉木様・洛桑久美・図丹卻吉尼瑪、夏茸尕布、正果、明真、宮明・姜巴曲日木、李栄熙、色結堪蘇・倫珠陶凱、貢唐倉、嘉雅、烏蘭、圓拙、隆蓮、刀述仁、周紹良、多吉紮・江白洛桑（蔵）
- 秘書長：周紹良（兼）
- 副秘書長：刀述仁（兼）、游驤[5]

### 第六期（1993年－2002年）
- 会長：趙樸初
- 副会長：帕巴拉・格列朗傑（蔵）、嘉木様・洛桑久美・図丹卻吉尼瑪（蔵）、李栄熙、貢唐倉・丹貝旺旭（蔵）、烏蘭、圓拙、隆蓮（女）、刀述仁（傣）、周紹良、多吉紮・江白洛桑（蔵）、明暘、伍並亜・温撒（傣）、布米・強巴洛卓（蔵）、真禅、茗山、卻西（蔵）、阿嘉・洛桑図丹久美嘉措（蒙）、淨慧、策墨林・丹增赤烈（蔵）、一誠、聖輝、香根・巴登多吉（蔵）
- 秘書長：刀述仁（傣）（兼）
- 副秘書長：游驤（留任）、蕭秉権（留任）、学誠、那倉・向巴昂翁（蔵）[6]

中国仏教協会咨議委員会
- 主席：円拙
- 副主席：本煥、妙善、妙湛、寛霖、清定、明開、遍能、熱旦嘉措（蔵）、松布（土）、明学、雲峰、仁徳、佛源、古嘉賽（蔵）[7]

### 第七期（2002年－2010年）
- 名誉会長：帕巴拉・格列朗傑（蔵）
- 会長：一誠
- 副会長：聖輝、嘉木様・洛桑久美・図丹卻吉尼瑪（蔵）、刀述仁（傣）、浄慧、学誠、多吉紮・江白洛桑（蔵）、策墨林・単增赤列（蔵）、香根・巴登多吉（蔵）、明学、加羊加措（蔵族）、劉炳森、珠康・土登克珠（蔵）、加木様・図布丹（蒙）、根通、戒忍、永寿、永信、明生、都龍荘（傣）、覚醒
- 秘書長：学誠
- 副秘書長：那倉・向巴昂翁（蔵）、張琳、懐善、叢銘、如瑞（女）、蘧俊忠、照誠
- 特邀顧問：季羨林、啓功、李玉玲

中国仏教協会咨議委員会
- 主席：本煥
- 副主席：烏蘭（蒙）、隆蓮（女）、周紹良、伍並亜・温撒（傣）、布米・強巴洛卓（蔵）等17位[8]

### 第八期（2010年－2015年）
- 名誉会長：帕巴拉・格列朗傑、本煥（2012年4月圓寂）、一誠
- 会長：伝印
- 副会長：嘉木様・洛桑久美・図丹卻吉尼瑪、刀述仁、聖輝、浄慧、学誠、ギェンツェン・ノルブ、珠康・土登克珠、多吉紮・江白洛桑、策墨林・単增赤列、香根・巴登多吉、永寿、永信、明生、祜巴龍荘猛、覚醒、如瑞、賈拉森、湛如、妙江、心澄、道慈、純一、正慈、印順、增勤
- 秘書長：王健
- 副秘書長：那倉・向巴昂翁、張琳、懐善、宗家順、盧潯、演覚、常蔵、胡雪峰、賽赤・確吉洛智嘉措、都罕聴、印楽、慧明、肖占軍、慧慶、普法、呉国平、延蔵
- 特邀顧問：李玉玲、劉長楽、方立天、田青

中国仏教協会咨議委員会
- 主席：惟賢
- 副主席：新成、慧海、明学、加羊加措、加木様・図布丹、根通、明哲、海山、妙安、松純、無相、可明、惟正、界詮[9]

### 第九期（2015年－）
- 名誉会長：帕巴拉・格列朗傑、伝印、一誠
- 会長：学誠
- 副会長：嘉木様・洛桑久美・図丹卻吉尼瑪（蔵）、祜巴龍荘猛（傣）、ギェンツェン・ノルブ（蔵）、聖輝、道慈、珠康・土登克珠（蔵）、策墨林・単增赤列（蔵）、香根・巴登多吉（蔵）、永寿、永信、明生、覚醒、如瑞（女）、湛如、妙江、心澄、純一、正慈、印順、增勤、演覚、宗性、仁青安傑（蔵）、直孔窮倉・洛桑強巴（蔵）、趙九九（蒙）、普法、静波、胡雪峰（蒙）、明海、東宝仲巴（蔵）、詔等傣（傣）、則悟
- 秘書長：劉威
- 副秘書長：張琳、盧潯、常蔵、賽赤・確吉洛智嘉措（蔵）、都罕聴（傣）、印楽、慧明、肖占軍、慧慶、呉国平、紮西堅才（蔵）、郭莽倉（蔵）、達紮・尕譲托布旦拉西降措（蔵）、宏度、劉宇、張軍、全柏音（蔵）、照誠、怡蔵、身振、光泉、秋爽、懐梵、純聞
- 名誉理事：楊釗、劉長楽、楼宇烈、李玉玲、田青、浄因

中国仏教協会咨議委員会
- 主席：明学
- 副主席：刀述仁、新成、加羊加措（蔵）、加木様・図布丹（蒙）、根通、多吉紮・江白洛桑（蔵）、夢参、徳林、妙安、松純、無相、可明、界詮、那倉・向巴昂翁（蔵）、懐善、照元、清徳、白光、道元、羅譲旦巴（蔵）[10]